# Vladimir Menk
Vladimir Karlovitch Menk (russe : Владимир Карлович Менк, 1856-1920) est un peintre paysagiste et graphiste russe, également enseignant.

## Biographie
Vladimir Menk nait en 1856 dans une famille de marchands, à Arkhangelsk.
Il fait ses études de 1876 à 1878 à l'école de dessin des Ambulants (TPKh) à Saint-Pétersbourg, qu'il termine avec une médaille d'argent. De 1878 à 1881 il est auditeur libre à l'Académie impériale des beaux-arts de Saint-Pétersbourg. Il suit les cours d'Ivan Chichkine et d'Ivan Kramskoï.  
En 1879, il est récompensé d'une grande médaille d'argent. En 1880, il reçoit un second prix des Ambulants pour sa toile Matin sur le marais ((ru)«Утро на болоте»). Elle est ensuite acquise par Pavel Tretiakov.  
À partir de 1880, il expose dans les expositions itinérantes des Ambulants, de 1882 à 1911, avec des interruptions, de la Société moscovite des amateurs d'art (ru), de 1894 à 1910, avec des interruptions également, de l'Académie impériale des beaux-arts, en 1896 et 1898, et également dans des expositions internationales à Berlin (1902), Londres (1911) et Venise (1914).    
Il vit à partir de 1886 à Kiev. Il voyage en Crimée et dans le Caucase. Il se rend également en Autriche, en Allemagne et en Italie. Il participe à Kiev aux fresques de la cathédrale Saint-Vladimir.    
Il enseigne à partir de 1892 au lycée Foudouklevski, et de 1896 à 1920 à l'École de dessin de Kiev N. Mourachko. Il a parmi ses élèves Alexandra Exter, Oleksandr Bohomazov, Gavriil Bessedine, Fiodor Konovaliouk et d'autres. Il est un des artistes à l'origine de la création de l'École artistique de Kiev (ru).
Il meurt en 1920 à Kiev.

## Œuvre
Ses tableaux de paysages sont conservés dans de nombreux musées, dont la galerie Tretiakov et le Musée d'art d'Odessa (ru).